# Ferdinand Henkemeyer
Ferdinand Henkemeyer (genannt Unterramsel; * 26. November 1881 in Hövelhof; † 22. November 1961 ebenda) war ein deutscher Politiker der Zentrumspartei und Landrat des Kreises Paderborn.

## Leben und Beruf
Nach seiner Schulzeit studierte Henkemeyer Rechtswissenschaften und Theologie. Nach dem Ersten Weltkrieg übernahm er den väterlichen Bauernhof (Unterramselhof) und war bis 1959 als Landwirt tätig.
Er war verheiratet und hatte sechs Kinder.

## Abgeordneter
Vom 16. Januar 1946 bis zum 19. November 1956 war Henkemeyer für das Zentrum Mitglied des Kreistages des Landkreises Paderborn. Mitglied des Gemeinderates von Hövelhof war er bis 1951.

## Öffentliche Ämter
Vom 14. Januar 1946 bis zum 24. Oktober 1946 war Henkemeyer Landrat im Landkreis Paderborn. Von 1945 bis 1948 war er Bürgermeister der Gemeinde Hövelhof.
Landwirtschaftlicher Ortsvereinsvorsitzender war er von 1950 bis 1961 und von 1950 bis 1955 Ortslandwirt.